# دکستر (فصل ۸)
فصل هشتم دکستر در ۳۰ ژوئن ۲۰۱۳ آغاز شد. تمرکز این فصل بر روی چگونگی روبرو شدن دکستر با گذشته خود است، هنگامی دکتر اولین وگل روان‌پزشک متخصص در زمینه سایکوپاتی (جامعه ستیزی) به میامی بازگشته است. او ادعا می‌کند که در کنار هری مورگان، در طراحی «کد» برای دکستر نقش داشته‌است. در این فصل همچنین به یک قاتل سریالی جدید که تکه‌ای از مغز قربانیانش را برمی‌دارد و نحوه برخورد دبرا مورگان با آنچه در فصل قبل انجام داده‌است، پرداخته می‌شود.

## بازیگران

### بازیگران اصلی
- مایکل سی هال در نقش دکستر مورگان
- جنیفر کارپنتر در نقش دبرا مورگان
- دزمند هرینگتون در نقش جویی کویین
- سی اس لی در نقش وینس ماسوکا
- دیوید زایاس در نقش انجل باتیستا
- ایمی گارسیا در نقش جیمی باتیستا
- جف پیرسون در نقش تام متیو
- جیمز رمار در نقش هری مورگان

### بازیگران مهمان ویژه
- شارلوت رمپلینگ در نقش دکتر اولین وگل
- ایوان استراهاوسکی در نقش هانا مک‌کی

### بازیگران متناوب
- شان پاتریک فلانری در نقش جیکوب الووی
- دورا مدیسون بورگ در نقش نیکی والترز
- دانا ویلسون در نقش کارآگاه انجی میلر
- داری اینگولفسون در نقش اولیور ساکسون/دنیل وگل

### بازیگران مهمان
- جولیان سندز در نقش مایلز کستنر